# 孔祥熙公馆 (虹口)

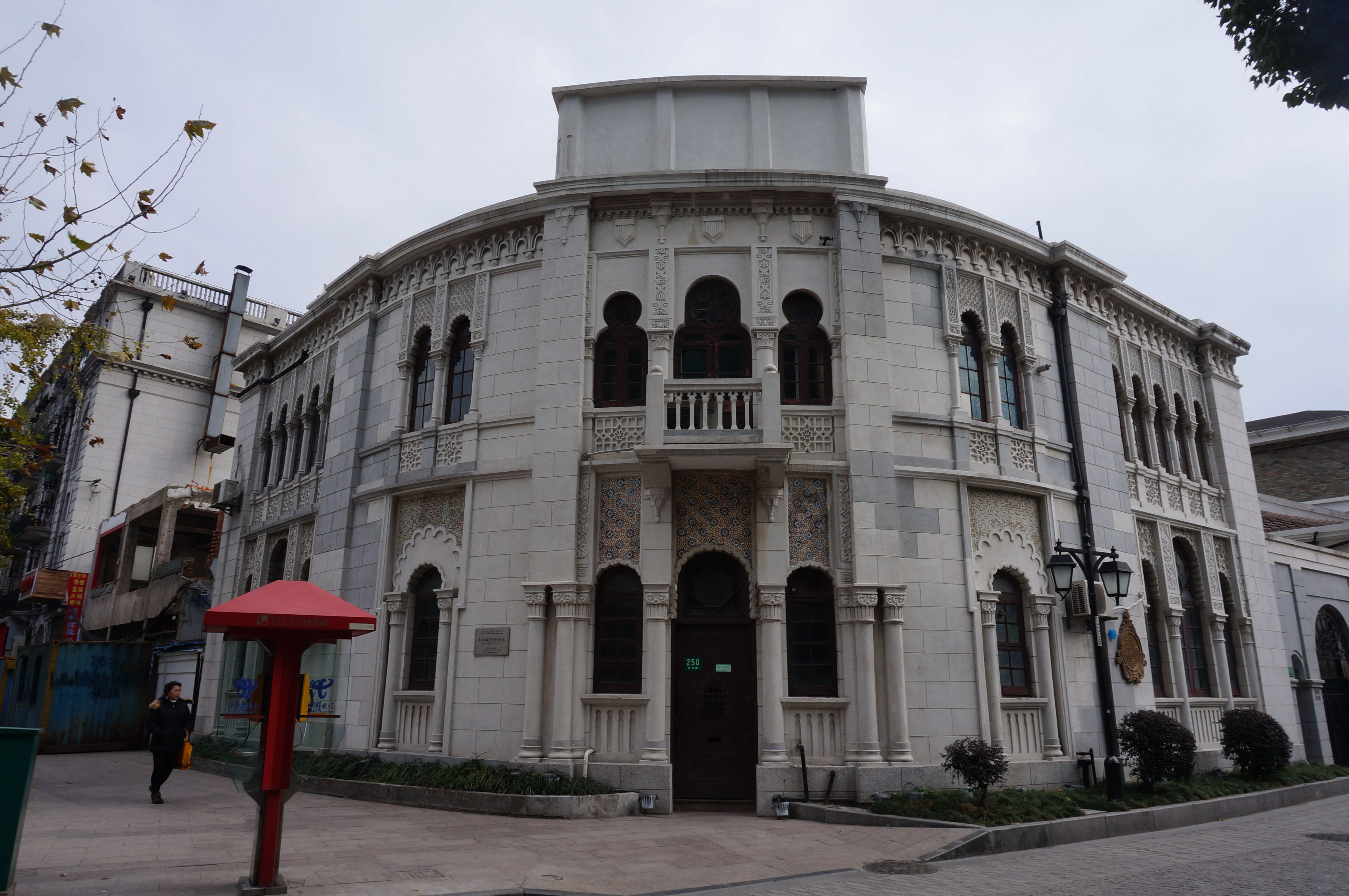

孔祥熙公馆又名多伦路250号住宅，是中国上海的一座历史建筑，位于虹口区多伦路250号（多伦路北端与四川北路转角处），建于1924年，建筑面积637平方米。建筑装饰呈现伊斯兰风格，沿街立面呈弧形。設計師是西班牙建築師Abelardo Lafuente 。
该建筑原为日本海军陆战队司令部总司令的府邸。抗战胜利后，作为敌产被没收，拨给胡宗南的西安绥靖公署驻上海办事处使用。而后为孔祥熙和宋霭龄夫妇在上海的四处寓所之一。另三处在东平路、虹桥路、永嘉路。
1989年9月25日，多伦路250号住宅被列为第五批上海市文物保护单位。 
1993年，该建筑被上海市政府列为第一批上海市优秀历史建筑，编号54。